# Площа Івана Франка (Ніжин)
Пло́ща Іва́на Франка́ — центральна площа у районному центрі Чернігівської області місті Ніжині.
Майдан розташований між вулицями Тараса Шевченка, Івана Богуна, Овдіївською, Миколи Гоголя, Якова Батюка.

## Історія
У XVII столітті сучасний центральний майдан Ніжина був західною околицею міського городища, куди був вихід з Київської брами.
Міська площа, як така, почала формуватися у 1920-х роках.
У часи українізації в 1926 році майдан дістав назву на честь українського класика Івана Яковича Франка — площа Івана Франка.

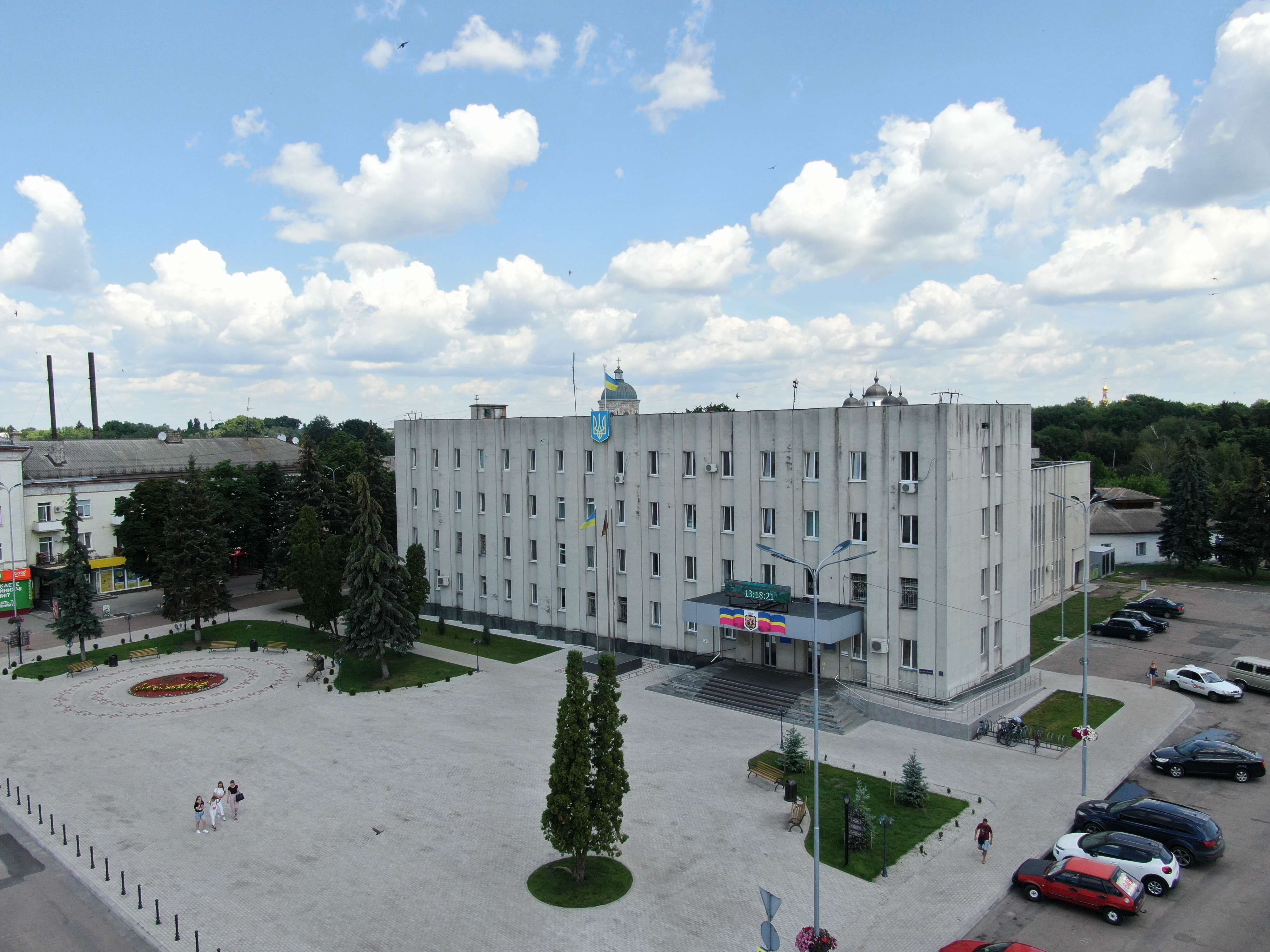
Площа Леніна у 2009 році.

Після німецько-радянської війни 1941—45 років площу значно розширено.
У 1974 році на площі навпроти будинку міської й районної Рад народних депутатів був споруджений пам'ятник В. І. Леніну.
У 1978 році майдан дістав назву площа Леніна, яка лишалася незмінною і за незалежності України.
Нині (2000-ні) на площі зупиняються міські і приміські маршрутки.
12 березня 2013 року центральній площі Ніжина повернули історичну назву.

## Об'єкти
На ніжинській площі Івана Франка розташовані:
- буд. № 1 — Ніжинська районна державна адміністрація і Ніжинська міська рада[3]; у цій же будівлі працюють численні управління обох структур, Ніжинське телебачення тощо.

Фасадом на пл. Івана Франка виходить гуртожиток № 2 Ніжинського державного університету імені Миколи Гоголя; на першому поверсі — книгарня "Освіта", сувенірна крамниця "Лелека" та продуктовий магазин. До площі також відносяться 2 кутніх житлових будинки з вулиць Гоголя та Овдіїівської, на перших поверхах яких також традиційно функціонують заклади торгівлі.
Площу Івана Франка в Ніжині, як таку, формують й інші будівлі, які офіційно «прописані» не на площі — це, зокрема, 3-зірковий готель «Ніжин» (вул. Я. Батюка, 1) і Ніжинський агротехнічний інститут (вул. Шевченка, 10).

## Виноски
1. ↑  Площа Леніна у Ніжині відтепер — на честь Франка. Архів оригіналу за 4 листопада 2014. Процитовано 15 березня 2013.
2. ↑  У Ніжині перейменували площу Лєніна. Архів оригіналу за 4 листопада 2014. Процитовано 15 березня 2013.
3. ↑  Ніжинська міська рада [Архівовано 13 серпня 2011 у Wayback Machine.] на Сайт [Архівовано 4 вересня 2011 у Wayback Machine.] Чернігівської обласної державної адміністрації
4. ↑  інф. на www.osvita.org.ua. Архів оригіналу за 30 червня 2008. Процитовано 18 лютого 2011.